# 紅眼銀口天竺鯛
紅眼銀口天竺鲷（學名：Jaydia erythrophthalma），為輻鰭魚綱鈎頭魚目天竺鯛科銀口天竺鲷屬下的一個種，分布於西太平洋菲律賓海域，深度115至469公尺，本魚體延長，長橢圓形，體稍側扁，頭大、眼大呈橙色、口大且斜裂，頜齒細小，鋤骨和腭骨通常具齒，舌上無齒，前鰓蓋骨邊緣具鋸齒，鰓蓋骨後緣棘不發達，體被弱櫛鱗，體色白色帶有一些橙色的斑紋，體背部具有2排橙色斑點，背鰭2個，尾鰭截形，背鰭硬棘8-9枚、背鰭軟條8-9枚、臀鰭硬棘2枚、臀鰭軟條8枚，體長可達5.1公分，棲息珊瑚礁區，夜間活動，屬肉食性，繁殖期時，雄魚具有口孵習性，卵約7日化成仔魚，由雄魚吐出，具短暫的仔魚飄浮期，生活習性不明。